# Heinrich Oestreich
Heinrich Oestreich (* 24. April 1904 in Lippstadt; † 8. Januar 1970) war ein deutscher Politiker und Landtagsabgeordneter der CDU.

## Leben und Beruf
Nach dem Besuch der Volksschule absolvierte er eine Schlosserlehre und legte die Gesellen- und die Meisterprüfung ab. Anschließend war er in diesem Beruf tätig. Ab 1926 war er selbstständig. Er war ehrenamtlich in der Innung tätig, u. a. war Oestreich Bundesinnungsmeister.
1954 trat er der CDU bei. Er war in zahlreichen Gremien der Partei aktiv. 

## Abgeordneter
Vom 12. März 1962 bis zum 20. Juli 1962 und vom 22. März 1966 bis zum 23. Juli 1966 war Oestreich Mitglied des Landtags des Landes Nordrhein-Westfalen. Er rückte jeweils über die Reserveliste seiner Partei nach. 
Dem Stadtrat der Stadt Lippstadt gehörte er von 1956 bis 1960 und dem Kreistag des Landkreises Lippstadt ab 1956 an.